# Wanxing, Yunnan
Wanxing (kinesiska: 万兴, 万兴乡) är en socken i Kina. Den ligger i provinsen Yunnan, i den sydvästra delen av landet, omkring 360 kilometer väster om provinshuvudstaden Kunming. Antalet invånare är 13 836. Befolkningen består av 6 625 kvinnor och 7 211 män. Barn under 15 år utgör 22,0 %, vuxna 15-64 år 68 %, och äldre över 65 år 8,0 %.
Genomsnittlig årsnederbörd är 1 176 millimeter. Den regnigaste månaden är juli, med i genomsnitt 325 mm nederbörd, och den torraste är januari, med 7 mm nederbörd.